# Thomas Rodr
Thomas Rodr (Sloveč, 15 augustus 1927 - Eindhoven, 6 juni 2011) was een Nederlandse beeldhouwer en pater.

## Leven en werk
Vladimir ("Thomas") Rodr werd geboren in voormalig Tsjecho-Slowakije en trad na zijn middelbare school in 1946 toe tot de Orde der Augustijnen. Hij vluchtte, met de naderende machtsovername door de communisten, in 1948 naar Nederland, waar hij zich in Eindhoven bij de augustijnen meldde. Op 12 oktober 1947 deed hij zijn geloften in de Orde van de Augustijnen. Vanaf 1947 studeerde hij filosofie en theologie in Eindhoven en Nijmegen en werd op 19 maart 1953 tot priester gewijd. Hij kwam in het klooster der augustijnen in Venlo. Hij studeerde vanaf 1958 beeldhouwkunst bij onder anderen Fred Carasso aan de Jan van Eyck Academie in Maastricht, waar hij in 1963 cum laude afstudeerde. In 1963 werd de prijs van de gemeente Heer toegekend aan Thomas Rodr.
Hierna probeert Rodr zich in te schrijven aan de academie Accademia di Belle Arti di Roma te Rome, hetgeen niet doorging. Vandaar vertrekt hij naar Florence en Milaan zoekend naar de mogelijkheden zich verder te volmaken. Deze reis had veel invloed, net als de lessen van Carasso, namelijk om de vormen en de behandeling van het oppervlak van de vormen en tevens materialen te leren kennen. Hier vond hij ook de basisoplossing voor zijn eerste grote opdracht: het Mendel monument te Haarlem. Het contact met Fazzini, Manucci, Cosagra, Greco, Mastroiani en anderen werpt hierbij zijn vruchten af, de eerste kennismaking met lastechnieken wordt hier gemaakt, evenals materialenkennis. Een en ander mondt uit in het behaalde COCAM diploma, en nog een omscholingscursus voor het behalen van het VNL diploma (Vereniging Nederlandse Lastechnici).
Thomas Rodr gebruikte voornamelijk brons, hout, beton, steen, messing, koper, terracotta, ijzer en later ook polyester. Zijn verdere werk wordt gekenmerkt door zeer uiteenlopende afmetingen, van enerzijds 2,5 centimeter tot anderzijds tot 5 meter. De typering van zijn werk is voornamelijk: fonteinen, reliëfs, vrijstaande beelden, kruisbeelden, grafmonumenten en monumentaal werk. Deze verscheidenheid strekt zich ook uit tot zijn onderwerpen: van gewone mensen (denk aan bierdrinkers, dweilende huisvrouwen, turnsters of danseressen) tot diep religieus. Rodr modelleerde de gewone mensen levensecht, waarbij hij neigt naar het accentueren van gratie en dynamiek. De anatomie hield hem intens bezig en leverde hem beelden op met heldere en boeiende emoties, niet zelden geïnspireerd door maatschappelijke betrokkenheid. Naast het sierlijke en beweeglijke leven van alledag vormen Bijbelse taferelen een onuitputtelijke inspiratiebron.
In 1965 ontving hij de opdracht tot het vervaardigen van het Gregor Mendel monument in Haarlem. In 1971 vervaardigde hij de winkelpui van juwelier Schaap en Citroen in de Kalverstraat 1 in Amsterdam. De Limburgse architect Debije had de opdracht aanvaard om de in jugendstil uitgevoerde oude voorgevel, gebouwd door professor Wijdeveld, gelijktijdig met het interieur een nieuw gezicht te geven. Hij drong er bij de opdrachtgever op aan om deze pui door een kunstenaar te laten vervaardigen en daarvoor werd Tomas Rodr aangezocht. Deze ontwierp een geheel bronzen winkelpui van 4,5 bij 3,8 meter, die zoveel bekijks trok en trekt, vooral ook door de internationale bouw en kunstwereld, dat zijn naam in een dag tot ver buiten de landsgrenzen bekendheid kreeg. In de loop van 1974 is er wederom een bronzen pui tot stand gekomen, dit keer van een apotheek, en bevindt zich in Blerick.
Thomas Rodr woonde en werkte van voor 1969 tot na 2003 in Venlo. In 1993 kreeg Rodr het Nederlanderschap. De laatste jaren woonde hij in Klooster Mariënhage in Eindhoven. In 2002 schonk hij een aantal werken aan het Museum Catharijneconvent, een ander deel is ondergebracht bij de Stichting tot Behoud van het Erfgoed van Thomas Rodr. In 2008 verscheen een boek over Rodr. Hij overleed drie jaar later, 6 juni 2011 in Klooster Mariënhage op 83-jarige leeftijd. Op 11 juni werd hij op het kloosterkerkhof aldaar begraven.

## Opdrachten en Activiteiten[2][3](selectie)
- Gregor Mendel (1965), Pim Mulierlaan (Mendelcollege), Haarlem
- Spelende kinderen (1968), Straelseweg (Basisschool Gemma) in Venlo
- Reliëf (1974), Alb. Thijnstraat in Blerick
- Schepen (1974), Keulsepoort in Venlo
- Communicatie (1976), St. Urbanusweg in Venlo
- Drie danseressen of Riengele-riengela-roza (1978), Pastoor Wijnenplein, Kerkrade
- Vrouw met kruik (1980), Parade in Venlo
- De Lantaarndrager (1982), Koornmarktspoort/IJsselkade, Kampen
- Co-operation (1982), Schiphol Plaza, luchthaven Schiphol
- Samenwerking (1986), Mariaoord-Noordwal-Doelen in Gennep
- De nieuwe horizon (1988), St. Urbanusweg in Venlo
- Overweging - Zorggroep Venlo
- Lezend meisje (1992), Antoniuslaan, in Blerick
- Groot kruis, Don Bosco College Volendam
- Meisje met fluit, Keizerkwatier Kampen
- Moeder met kind Genuujerie Venlo
- Tour de France, zorggroep Venlo
- Klein kruis, Kloosterkerk Den Haag
- Lezende Lilian (2019), bibliotheek Venlo
- Meisje met de fluit, muziekschool Venlo
- Inkeer, crematorium Aerde Hof, Venlo
- Processie pelgrimshoes, Kapel van Genooi Venlo
- De pianist, Maaspoort Venlo
- Meisje op de buis, Maaspoort Venlo
- info Tomas Rodr gemeente archief Venlo

## Galerij

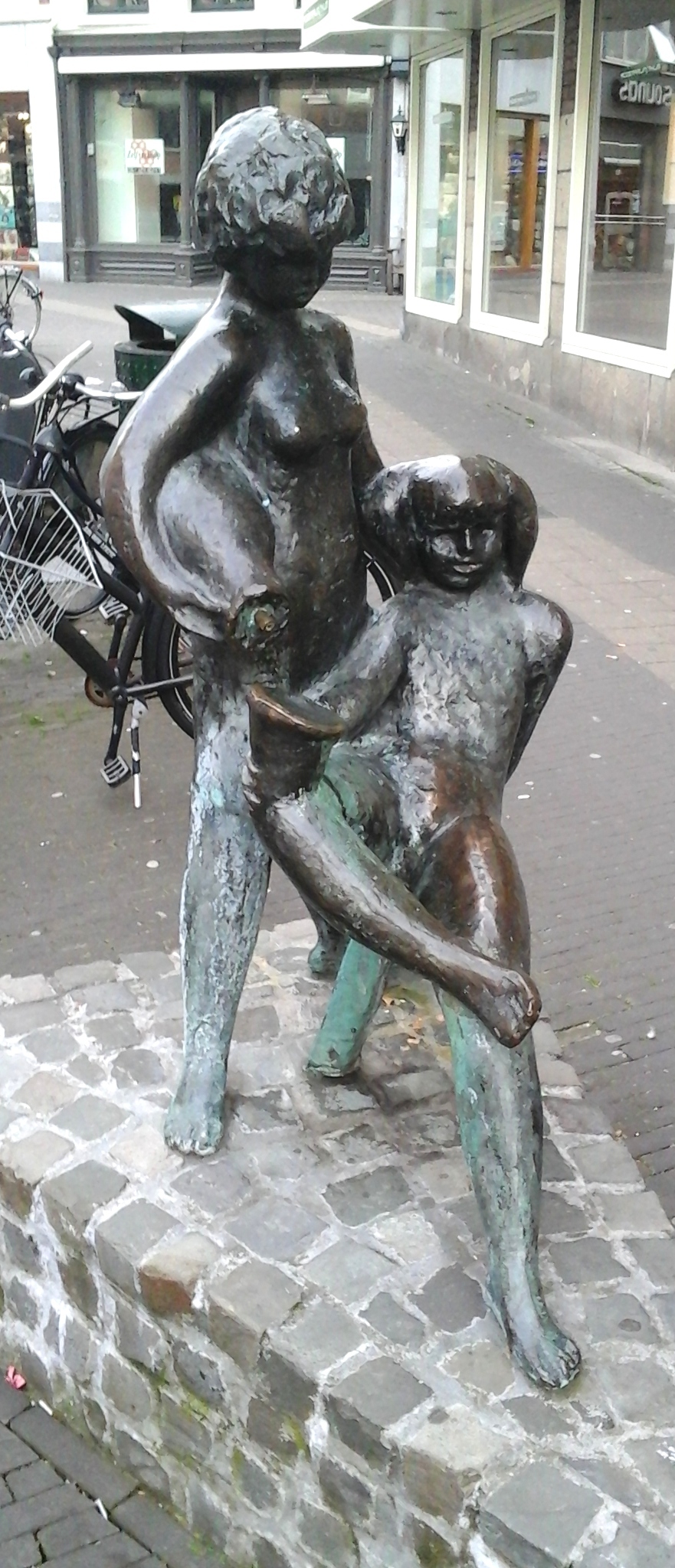
Vrouw met kruik
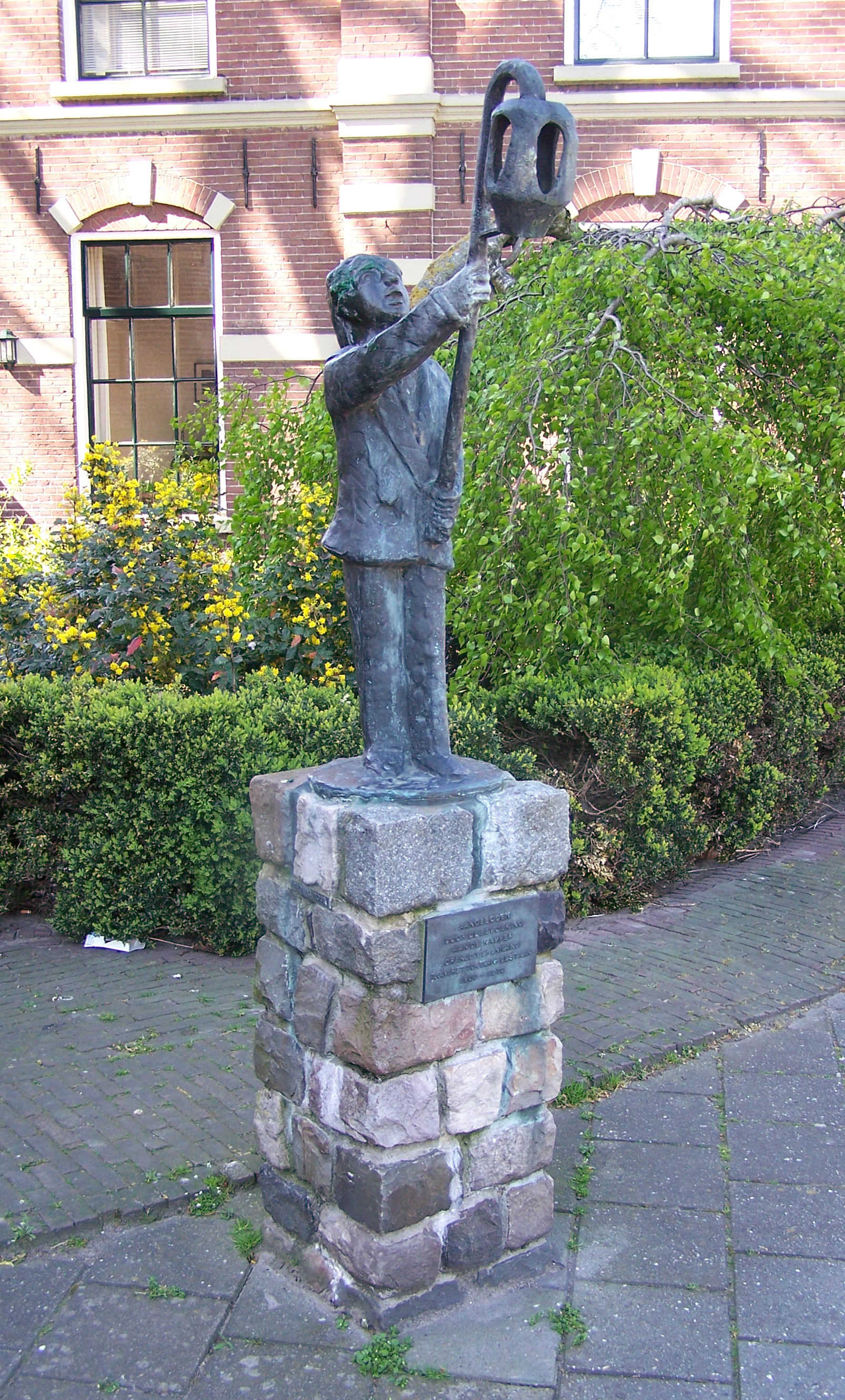
De Lantaarndrager

- Nationale Bibliotheek van Tsjechië: xx0029475
- Nederlandse Thesaurus van Auteursnamen: 091072581
- RKD-Nederlands Instituut voor Kunstgeschiedenis: 67518
- Virtual International Authority File: 292251447
- WorldCat: E39PBJfh68qbthJMHBJcVKQDv3